# جوليا صوالحة (ممثلة)
جوليا نديم صوالحة (بالإنجليزية: Julia Sawalha)، (9 سبتمبر 1968). هي ممثلة وصوتية بريطانية من أصول أردنية، معروفة بتمثيلها لدور سافرون منسون Saffron Monsoon في المسلسل الكوميدي Absolutely Fabulous والذي عُرض على قناة BBC. وهي معروفة أيضًا بتمثيل شخصية ليندا داي، محررة جريدة جونيور، في Press Gang، و مثلت أيضاً دور ليديا بينيت في فلم Pride and Prejudice، والذي عرض عام 1995 طبقاً لرواية جين أوستن، ومثلت أيضاً صوت جينجر في فيلم هروب الدجاج. بالإضافة إلى ذلك، مثلت شخصية دوركاس لين في مسلسل الدراما التاريخي، والذي أُنتج من قبل قناة BBC، وهو Lark Rise to Candleford، وكارلا بوريغو في مسلسل Jonathan Creek ، وجان وارد في مسلسل Remember Me.

## الحياة المبكرة
ولدت صواحلة في واندزوورث، لندن في 9 سبتمبر 1968. وهي ابنة روبرتا لين والممثل الأردني نديم صوالحة الذي ولد في مادبا، وأختها الممثلة ناديا صوالحة. سُميت جوليا تيمنًا بجدتها من جهة الأب، وهي سيدة أعمال حصلت على جائزة من الملكة نور الحسين تقديراً لمشاريعها. تنتمي صوالحة إلى أصول أردنية وإنجليزية وفرنسية هوغونوتيونية.
تلقت تعليمها في أكاديمية إيطاليا كونتي للفنون المسرحية في لندن، وهي مدرسة مستقلة ذات رسوم دراسية، والتي كانت تقع في ذلك الوقت في كلافهام في جنوب لندن.

## المسيرة المهنية
بدأت صوالحة مسيرتها المهنية في مسلسل BBC المصغر "Fame Is the Spur" عام 1982، وفي عام 1988 قامت بدور صغير في حلقة من مسلسل "Inspector Morse" بعنوان: "Last Seen Wearing". نالت أول اهتمام من خلال دورها الرئيسي في الكوميديا الدرامية للشباب "Press Gang"، الذي تم عرضه من عام 1989 إلى 1993.
في عام 1992، ظهرت في حلقة "Parade" من مسلسل "Bottom" بدور فيرونيكا هيد، النادلة الجميلة في حانة "Lamb and Flag"، التي يحاول ريتشي إغواءها من خلال المبالغة في سرد مغامراته في جزر الفوكلاند.
من عام 1991 إلى 1994، لعبت دور البطولة في الكوميديا العائلية "Second Thoughts"، واستمرت في تجسيد شخصيتها هانا (ابنة ليندا بيلينغهام) في مسلسل "Faith in the Future" الذي فاز بجائزة الكوميديا البريطانية (1995–1998). في عام 1994، جسدت دور مَرْسِي (ميري) بيكستيف في إنتاج BBC لرواية "Martin Chuzzlewit".
من 1992 إلى 2012، قامت صوالحة بدور "سافي" مونسون في المسلسل الكوميدي البريطاني "Absolutely Fabulous" بجانب جينيفر سوندرز وجوانا ليملي. ظهرت في نسخة BBC عام 1995 من رواية "Pride and Prejudice" لجين أوستن بدور ليديا بينيت، مع جينيفر إهل وكولين فيرث. من 1999 إلى 2000، كانت تُمثل صوت "ماوس" في سلسلة الأطفال "Kipper". كما قدمت صوت "جينجر" في فيلم "هروب الدجاج".
من 2000 إلى 2001، قدمت صوت "جورجينا" ووفرت تأثيرات صوتية لشخصية "Kid" في سلسلة الأطفال "Sheeep". لعبت أيضًا دور "داون الحكيم" في "The Flint Street Nativity". في عام 2000، ظهرت بدور "جانيت"، النادلة الأسترالية في السلسلة البريطانية "Time Gentlemen Please". كما جسدت دور المساعد الشخصي المظلوم لـ"زاك" في إعلانات Argos بين عامي 2002 و2004.
شاركت صوالحة الممثل إيوان جروفود في التكيفات التلفزيونية لروايات "Horatio Hornblower" للكاتب سي.إس. فورستر بدور زوجة الكابتن ماريا. في العام التالي، أصبحت شريكة ألان ديفيز في "جوناثان كريك" بعد مغادرة كارولين كوينتون، وظهرت في حلقة خاصة بمناسبة عيد الميلاد ("Satan's Chimney"). عادت للمشاركة في المسلسلات بين عامي 2003 و2004.
في عام 2006، شاركت في الموسم الثالث من سلسلة الوثائقيات "Who Do You Think You Are؟" لكي تتبع جذور عائلتها، التي تشمل بدو أردنيين من جهة والدها وهوغينيين فرنسيين من جهة والدتها. كما ظهرت في تجربة تقديم الطعام "A Taste of my Life" على BBC 1.
بعد انقطاع لمدة عامين، عادت إلى الشاشة في مايو 2007، وشاركت في برنامج الواقع "The Underdog Show". ثم عادت إلى التمثيل في درامتين تاريخيتين متتابعتين على BBC: بدور جيسي براون في "Cranford" عام 2007، تلتها "Lark Rise to Candleford" من 2008 إلى 2011. قدمت أيضًا صوت "الأخت هانا" في لعبة الفيديو "فيبل 2" لعام 2008.
في خريف 2014، لعبت دور جان وارد في المسلسل المثير "Remember Me" على BBC1. في 9 مايو 2015، قرأت حسابًا لأحد أعضاء "Women's Land Army" في مناسبة "VE Day 70: A Party to Remember" في حديقة "Horse Guards Parade"، التي بُثت مباشرة على BBC1. في عام 2016، ظهرت في حلقة من "Midsomer Murders"، وأعادت تجسيد دور "سافي مونسون" في "Absolutely Fabulous: The Movie".
في يوليو 2020، أدلت صوالحة ببيان يكشف أن شركة أدرمان انيمشنز تنوي إعادة تمثيل شخصيتها "جينجر" في الجزء التالي من "هروب الدجاج"، مشيرة إلى أنها تعتبر الآن كبيرة في السن. أثار هذا القرار انتقادات واسعة، حيث اعتبر البعض أنه تعبير عن التمييز ضد كبار السن. وأصدرت صوالحة مقاطع فيديو على الإنترنت، تُعيد تأدية أصواتها الأصلية لتثبت أن صوتها لا يزال كما هو.
في يناير 2024، شاركت صوالحة في الموسم الخامس من "The Masked Singer" بشخصية "Bubble Tea"، حيث تم إقصاؤها وكشف هويتها في الحلقة الرابعة.

## الحياة الشخصية
في 1 يناير 2004، أفادت صحف التابلويد بأنها تزوجت من ألان ديفيز، الذي شاركت معه في بطولة سلسلة التلفزيون "Jonathan Creek"، ولكن أنكر كلاهما ذلك، وتجنبوا مناقشة حياتهم الخاصة علنًا، واتخذوا إجراءات قانونية ضد تلك التقارير.

## الأعمال

### أفلام
| السنة | العنوان                        | الدور                   | الملاحظات  |
| ----- | ------------------------------ | ----------------------- | ---------- |
| 1991  | Buddy's Song                   | Kelly                   | دور ثانوي  |
| 1995  | In the Bleak Midwinter         | Nina Raymond (Ophelia)  | دور ثانوي  |
| 1996  | The Wind in the Willows        | The Jailer's Daughter   | دور ثانوي  |
| 2000  | هروب الدجاج                    | Ginger                  | تمثيل صوتي |
| 2001  | Venus and Mars                 | Marie                   | دور ثانوي  |
| 2001  | The Final Curtain              | Karen Willet            | دور ثانوي  |
| 2016  | Absolutely Fabulous: The Movie | Saffron 'Saffy' Monsoon | دور رئيسي  |

### تلفزيون
| السنة     | العنوان                                             | الدور |
| --------- | --------------------------------------------------- | --- |
| 1981      | Keep It in the Family                               | Walk-On |
| 1982      | Fame Is the Spur                                    | Amy |
| 1982      | Educating Marmalade                                 | Good Girl |
| 1982      | The Pirates of Penzance                             | Daughter |
| 1988      | Inspector Morse                                     | Rachel |
| 1989–1993 | Press Gang                                          | Lynda Day/Young Katherine Hill |
| 1990      | Spatz                                               | Chloe Fairbanks |
| 1991      | El C.I.D.                                           | Trudy |
| 1991      | الخسائر                                             | Nikki Watson |
| 1991–1994 | Second Thoughts                                     | Hannah Greyshott |
| 1992      | Bottom                                              | Veronica Head |
| 1992–2012 | Absolutely Fabulous                                 | Saffron 'Saffy' Monsoon |
| 1993      | Parallel 9                                          | Herself |
| 1994      | Lovejoy                                             | Joanna Whymark |
| 1994      | Keeper                                              | Alison |
| 1994      | Martin Chuzzlewit                                   | Mercy Pecksniff |
| 1995      | كبرياء وتحامل                                       | Lydia Bennet |
| 1995–1998 | Faith in the Future                                 | Hannah Greyshott |
| 1996      | French and Saunders                                 | Herself |
| 1996      | Tales from the Crypt                                | Teresa |
| 1997      | McLibel!                                            | Helen Steel |
| 1997      | Ain't Misbehavin'                                   | Dolly Nightingale |
| 1997      | An Audience with the Spice Girls                    | Herself |
| 1998      | Absolutely Fabulous: Absolutely Not!                | Saffron 'Saffy' Monsoon |
| 1998      | Light Lunch                                         | Herself |
| 1999      | The Curse of Fatal Death                            | Emma |
| 1999      | The Flint Street Nativity                           | Wise Man |
| 1999      | Late Lunch                                          | Herself |
| 1999–2000 | Kipper                                              | Mouse (voice) |
| 2000      | Mirrorball                                          | Freda Keill |
| 2000      | The Hatching of 'Chicken Run'                       | Herself |
| 2000      | Poultry in Motion: The Making of Chicken Run        | Herself |
| 2000      | HBO First Look                                      | Herself |
| 2000      | Stars in Their Eyes                                 | Herself |
| 2000      | Bob Martin                                          | Herself |
| 2000      | Masterchef                                          | Herself |
| 2000      | The Nearly Complete and Utter History of Everything | Catherine Parr |
| 2000–2001 | Time Gentlemen Please                               | Janet Wilson |
| 2000–2001 | Sheeep                                              | Georgina (voice), Kid (various noises), Jaunita Luftfita (voice), Penny (voice), Princess Grazelightly (voice), Additional voices |
| 2001–2004 | Jonathan Creek                                      | Carla Borrego |
| 2003      | Hornblower                                          | Maria Mason/Hornblower |
| 2003–2004 | Comedy Connections                                  | Narrator (voice) |
| 2004      | White Box                                           | Saffron |
| 2004      | The Story of Absolutely Fabulous                    | Herself |
| 2006      | A Taste of My Life                                  | Herself |
| 2006      | Who Do You Think You Are?                           | Herself |
| 2007      | The Underdog Show                                   | Herself |
| 2007      | The Graham Norton Show                              | Herself |
| 2007      | Cranford                                            | Jessie Brown |
| 2008–2011 | Lark Rise to Candleford                             | Dorcas Lane |
| 2009      | The Alan Titchmarsh Show                            | Herself |
| 2013      | أجاثا كريستي ماربل                                  | Mrs. Cresswell |
| 2014      | Remember Me                                         | Jan Ward |
| 2016      | Midsomer Murders                                    | Penny Henderson |
| 2020      | إنه بوني                                            | Jill Sneekly (voice) |
| 2024      | Vera                                                | Helen Rushton |
| 2024      | ذا ماسكد سينغر                                      | Participant |

### العاب الفيديو
| السنة | العنوان                        | الدور             | الملاحظات         |
| ----- | ------------------------------ | ----------------- | ----------------- |
| 2008  | فيبل 2                         | Hannah/Hammer     | لعبة اكس بوكس 360 |
| 2020  | World of Warcraft: Shadowlands | Additional voices | لعبة كمبيوتر      |

## المسرح
| السنة     | العنوان                          | الدور     | اسم المسرح             |
| --------- | -------------------------------- | --------- | ---------------------- |
| 1985–1986 | The Voyage of the Dawn Treader   | Lucy      | Newcastle Playhouse    |
| 1987–1988 | بيتر بان                         | Wendy     | Newcastle Opera House  |
| 1997      | The Illusion                     | Isabelle  | Royal Exchange Theatre |
| 1997      | Dearest Daddy...Darling Daughter | Daughter  | Young Vic Theatre      |
| 1998–1999 | The Memory of Water              | Catherine | Churchill Theatre      |

## الجوائز والترشيحات[9][10][11]
| السنة | النتيجة                                      | فئة                                | العمل                   | النتيجة    |
| ----- | -------------------------------------------- | ---------------------------------- | ----------------------- | ---------- |
| 1993  | Royal Television Society Television Awards   | Best Actor - Female                | Press Gang              | فازت       |
| 2009  | Monte-Carlo Television Festival Golden Nymph | Outstanding Actress - Drama Series | Lark Rise to Candleford | تم ترشيحها |
| 2011  | 16th National Television Awards              | Drama Performance                  | Lark Rise to Candleford | تم ترشيحها |
| 2012  | 17th National Television Awards              | Drama Performance: Female          | Lark Rise to Candleford | تم ترشيحها |

## روابط خارجية
- جوليا صوالحة على موقع IMDb (الإنجليزية)
- جوليا صوالحة على موقع الموسوعة البريطانية (الإنجليزية)
- جوليا صوالحة على موقع ألو سيني (الفرنسية)
- جوليا صوالحة على موقع ميوزك برينز (الإنجليزية)
- جوليا صوالحة على موقع أول موفي (الإنجليزية)
- جوليا صوالحة على موقع قاعدة بيانات الأفلام السويدية (السويدية)
- جوليا صوالحة على موقع إن إن دي بي (الإنجليزية)
- جوليا صوالحة على موقع ديسكوغز (الإنجليزية)
- جوليا صوالحة على موقع قاعدة بيانات الفيلم (الإنجليزية)
- جوليا صوالحة على موقع كينوبويسك (الروسية)